# Orgeln des Salzburger Domes
Der Salzburger Dom verfügt seit 1995 über sieben selbstständige Orgeln: auf der Westempore steht die Hauptorgel aus dem Jahre 1988, auf den Pfeileremporen der Vierung befinden sich fünf nach 1990 geschaffene Instrumente, außerdem steht ein transportables Truhenpositiv zur Verfügung, das meist im linken Querarm, neben der Nord-Sakristeitür, abgestellt ist. Alle sieben Orgeln des Salzburger Domes haben eine rein mechanische Spiel- und Registertraktur.
Vorbilder für gemeinsames Musizieren in mehreren Klangkörpern, abwechselnd mit solistischem Spiel, findet man vor allem in Italien. Im Drei-Konchen-Chor des Salzburger Doms kann in fünf Gruppen musiziert werden: vor dem Franziskusaltar und auf den vier Emporen. Die Aufstellung ähnelt der Musizierpraxis im Dom bis 1859: im Presbyterium und auf den vier Emporen. Seit 1995 ist diese Situation wieder hergestellt.
Die alte große Orgel, die 75 Jahre nach Eröffnung des Domes geschaffen worden war, hatte nur eine „Nebenrolle“ in der Dommusik: sie erklang als Festorgel lediglich beim Ein- oder Auszug des Erzbischofs durch das Westtor.

## Große Orgel (1988)
Entsprechend dem Gesamtkonzept wurde die große Orgel auf der Westempore so disponiert, dass sie der stilistischen Ausrichtung der süddeutsch-österreichischen Orgelbautradition entspricht. Neu entstand ein Rückpositiv, weil von ihm eine besondere Präsenz des Tones im akustisch schwierigen Raum erwartet wurde. Nach einer ersten, zunächst erfolglosen Kontaktaufnahme 1981 übergab die Orgelbaufirma Hansueli Metzler (Dietikon/Schweiz) das neu erbaute Werk nach mehrjähriger Arbeit 1988 seiner Bestimmung. Die Orgel wurde am 1. Juni 1988 gesegnet und in Dienst genommen. Das Instrument hat 58 Register, verteilt auf drei Manuale und Pedal und zählt zu den besten Domorgeln Österreichs. Die letzte Reinigung und Überprüfung der Orgel durch die Firma Metzler erfolgte im Jahr 2018.
| I Rückpositiv C–g3 |       |
| Quintade           | 16′   |
| Praestant          | 8′    |
| Coppel             | 8′    |
| Holzflöte          | 8′    |
| Principal          | 4′    |
| Rohrflöte          | 4′    |
| Octave             | 2′    |
| Waldflöte          | 2′    |
| Larigot            | 1 ⁄3′ |
| Sifflöte           | 1′    |
| Scharf IV–V        | 1′    |
| Sesquialtera II    |       |
| Krummhorn          | 8′    |
| Vox Humana         | 8′    |
| Tremulant          |       |

| II Hauptwerk C–g3 |        |
| Principal         | 16′    |
| Octave            | 8′     |
| Hohlflöte         | 8′     |
| Viola             | 8′     |
| Grossquinte       | 5 1⁄3′ |
| Octave            | 4′     |
| Nachthorn         | 4′     |
| Terz              | 3 1⁄5′ |
| Quinte            | 2 ⁄3′  |
| Superoctave       | 2′     |
| Mixtur major IV–V | 2′     |
| Mixtur minor V–VI | 1 ⁄3′  |
| Trompete          | 16′    |
| Trompete          | 8′     |
| Clairon           | 4′     |
| Cornet V          | 8′     |

| III Schwellwerk C–g3 |        |
| Bourdon              | 16′    |
| Principal            | 8′     |
| Gedackt              | 8′     |
| Salicional           | 8′     |
| Piffaro              | 8′     |
| Octave               | 4′     |
| Flauta               | 4′     |
| Gemshorn             | 4′     |
| Nasard               | 2 ⁄3′  |
| Doublette            | 2′     |
| Tierce               | 1 3⁄5′ |
| Mixtur V             | 2′     |
| Fagott               | 16′    |
| Trompete             | 8′     |
| Schalmey             | 8′     |
| Tremulant            |        |

| Pedal C–f1    |       |
| Principal     | 32′   |
| Praestant     | 16′   |
| Holzprincipal | 16′   |
| Subbass       | 16′   |
| Octavbass     | 8′    |
| Spitzflöte    | 8′    |
| Octave        | 4′    |
| Bauernflöte   | 2′    |
| Hintersatz VI | 2 ⁄3′ |
| Bombarde      | 16′   |
| Fagott        | 16′   |
| Trompete      | 8′    |
| Clairon       | 4′    |

- Zimbelstern [Anm. 12]
- Koppeln: I/II, III/II, I/P, II/P, III/P
- Spielhilfen: Plenotritt, Zungentritt
- Stimmart: Werckmeister III, modifiziert.

Anmerkungen
1. ↑  C–Gis als 5 1⁄3′
2. ↑  C–fis0 mit Coppel 8′, sonst 19. Jh.
3. ↑  teilweise Egedacher
4. ↑  F–h0 im Prospekt, 19. Jh.
5. ↑  auf eigener Lade im Kronpositiv, 8′-Chor 19. Jh.
6. ↑  teilweise 19. Jh.
7. ↑  19. Jh.
8. ↑  C–F als Quinte 10 2⁄3′
9. ↑  C–f0 Prospekt 19. Jh.
10. ↑  C–f0 aus Principal 32′
11. ↑  teilweise 19. Jh.
12. ↑  Schalenglocken im Rückpositiv

## Vierungsorgeln (Kuppelorgeln)
Im Frühjahr 1990 wurden die bautechnischen Voraussetzungen zur Wiedererrichtung der Pfeileremporen und der dortigen Vierungsorgeln nach Plänen des niederländischen Architekten Corneille F. Janssen geschaffen. 1985 hatte der Denkmalpfleger Corneille Jansson das Ausschreibungsverfahren zur Wiedererrichtung des Ensembles der Orgeltribünen im Kuppelraum gewonnen. Die Gehäuse der Orgeln wurde von Jansson nach dem baukünstlerischen Motiv der „Serliana“ entworfen, benannt nach dem Architekten Sebastiano Serlio (1475–1555).

## Östliche Vierungsorgeln (1991)
Ähnlich wie die Sängertribünen sollten die beiden östlichen Vierungsorgeln nicht als Stilkopie, sondern in bewusstem Bezug zur historischen Situierung und in der Abstimmung mit der heutigen Kirchenmusikpraxis geplant, doch weitgehend nach dem überlieferten Bestand des 18. Jahrhunderts disponiert werden. Orgelbaumeister Johann Pirchner aus Steinach am Brenner in Tirol erhielt den Auftrag zum Bau der zwei rein mechanischen zweimanualigen Orgeln, welche 1991 gesegnet werden konnten.

### Die Epistelorgel am südöstlichen Kuppelpfeiler (Hoforgel)
| I Hauptwerk CDE–d3 |       |
| Prinzipal          | 8′    |
| Bleigedackt        | 8′    |
| Oktav              | 4′    |
| Spitzflöte         | 4′    |
| Quint              | 2 ⁄3′ |
| Oktav              | 2′    |
| Mixtur             | 1 ⁄3′ |

| II Nebenwerk CDE–d3 |       |
| Copel               | 8′    |
| Gedackt             | 4′    |
| Prinzipal           | 2′    |
| Nasat               | 1 ⁄3′ |

| Pedal CDE–a0 |        |
| Subbass      | 16′    |
| Oktavbass    | 8′     |
| Quintbass    | 5 1⁄3′ |

- Koppeln: II/I, I/P, II/P

### Die Evangelienorgel am nordöstlichen Kuppelpfeiler (Heilig Geist-Orgel)
| I Hauptwerk C–d3 |       |
| Prinzipal        | 8′    |
| Viola            | 8′    |
| Oktav            | 4′    |
| Nachthorn        | 4′    |
| Nasat            | 2 ⁄3′ |
| Oktav            | 2′    |
| Mixtur           | 1 ⁄3′ |

| II Nebenwerk C–d3 |       |
| Copel             | 8′    |
| Rohrflöte         | 4′    |
| Prinzipal         | 2′    |
| Cornet            | 2 ⁄3′ |

| Pedal C–d1 |     |
| Subbass    | 16′ |
| Oktavbass  | 8′  |
| Posaune    | 8′  |

- Koppeln: II/I, I/P, II/P
- Tremulant

## Westliche Vierungsorgeln (1995)
Weil Künstler aus Italien den größten Anteil an Bau und Ausstattung des Salzburger Domes haben, entschied man sich, auf den beiden westlichen Kuppelemporen italienische Orgeln zu installieren. Dafür konnten zwei italienische Orgelbauer aus Friaul-Julisch Venetien gewonnen werden, nämlich Francesco Zanin aus Codroipo (Toskanische Renaissanceorgel) und Franz Zanin aus Camino al Tagliamento (Venezianische Orgel).
Zusatzregister sorgen in beiden Orgeln für besondere klangliche Effekte: Usignolo (Vogelgesang) in der Renaissanceorgel sowie Campanelli (Glockenspiel) und Tamburo (Trommelwirbel) in der Venezianischen Orgel. Zudem ist auf beiden Instrumenten gemeinsam die Teilung mehrerer Register bei c1/cis1 möglich. Dadurch ist es möglich, in zwei unterschiedlichen Klangfarben auf nur einem Manual zu spielen, was die authentische Interpretation der alten italienischen und spanischen Orgelmusik ermöglicht.

„Stimmart beider italienischer Orgeln ist die terzenreine Mitteltönigkeit, wie sie in Renaissance und Frühbarock (...) bis ins 19. Jahrhundert in Gebrauch war. Die Zahl der verfügbaren Tonarten ist gegenüber der ursprünglichen mitteltönigen Temperatur durch die Einrichtung von Doppeltasten vergrößert.“

### Die Renaissance-Orgel am südwestlichen Kuppelpfeiler
Die Renaissanceorgel wurde nach dem Vorbild toskanischer Renaissanceorgeln, mit dem System der Springlade, erbaut.

„Die Klaviatur reicht in der Tiefe bis zum Kontra-F (12'). Zu den für Italien typisch aufgeteilten Ripieno mit Verdopplung und Verdreifachung des Principale im Diskant treten die Register Flauto in ottava, Cornamuse (Regal), Voce umana (Schwebung) und Tremulant. Das Pedal hat kein eigenes Register; die Koppelung an die tiefe Lage des Manuals bringt aber den Effekt eines Spiels in 16'-Lage.“

| Manual FF–c3 (kurze Oktave) |
| Principale I–III            |
| Ottava                      |
| Quinta Decima               |
| Decima Nona                 |
| Vigesima Seconda            |
| Vigesima Sesta              |
| Vigesima Nona               |
| Trigesima Terza e Sesta     |
| Voce umana                  |
| Flauto in VIII              |
| Cornamuse                   |

| Angehängtes Pedal FF–d0 (kurze Oktave) |

- Spielhilfen: Ripieno-Tritt
- Nebenregister: Usignoli (Vogelgezwitscher)
- Nebenzug:  Tremolante (Kanaltremulant)

### Die Continuo-Orgel  am südwestlichen Kuppelpfeiler
Das Gehäuse des Continuo-Werks ist an das der Renaissance-Orgel optisch ident angebaut, die Spielanlage befindet sich ein paar Schritte südlich der Renaissance-Orgel.
| Manual C–c3     |    |
| Bordone         | 8′ |
| Flauta a camino | 4′ |
| Principale      | 2′ |

| Angehängtes Pedal C–H |

### Die Venezianische Orgel am nordwestlichen Kuppelpfeiler
Die Orgel am nordwestlichen Kuppelpfeiler wurde im venezianischen Stil des 18. Jahrhunderts erbaut.

„Grand’Organo (Hauptwerk), Positivo und Pedal stehen auf Schleifladen. Das Positiv im Untergehäuse, zu linker Hand des Organisten, spricht ins Langschiff des Domes; es ist verschließbar und somit auch als Echowerk einzusetzen. Neben dem aufgeteilten Ripieno finden sich in der Disposition Flöten in den Intervallen von Oktav und Duodezim über dem Principale und eine Terz über die halbe Klaviatur, dazu als Register Voce umana; das Pedal hat drei eigene Register; in beiden Manualen und im Pedal gibt es Zungenregister (Violoncelli, Tromboncini, Tromboni).“

| I Positivo C–f3  |
| Principale       |
| Ottava           |
| Quinta Decima    |
| Decima Nona      |
| Vigesima Seconda |
| Flauto           |
| Cornetta         |
| Tromboncini      |

| II Grand’ Organo C–f3   |
| Principale              |
| Ottava                  |
| Quinta Decima           |
| Decima Nona             |
| Vigesima Seconda        |
| Vigesima Sesta          |
| Vigesima Nona           |
| Trigesima Terza e Sesta |
| Voce umana (ab cis1)    |
| Flauto in VIII          |
| Flauto in XII           |
| Cornetta                |
| Violoncelli             |

| Pedal C–h0         |     |
| Contrabassi        | 16′ |
| Tromboni           | 8′  |
| Ottava di Contrab. |     |

- Continuo-Register:  Copula 8′
- Nebenregister: Tamburo (Trommel), Campanelli (Glockenspiel)
- Nebenzüge:  Koppelausschaltung II/P, Schiebekoppel I/II, Ripinieno (Kurbel)

## Truhenorgel (1989)
Eine sogenannte „Truhenorgel“ oder Truhenpositiv wird je nach Erfordernis an verschiedenen Stellen des großen Kirchenraumes und auch außerhalb des Domes, zum Beispiel bei Prozessionen eingesetzt.
Das Exemplar des Salzburger Domes wurde 1989 vom Orgelbaumeister Johann Pircher erbaut. Sie steht auf Rädern und verfügt über 224 Pfeifen.
| Truhenorgel C–g3 |        |
| Copl             | 8′     |
| Rohrflöte        | 4′     |
| Prinzipal        | 2′     |
| Nasard           | 1 1/3′ |